# Aréna de Montréal

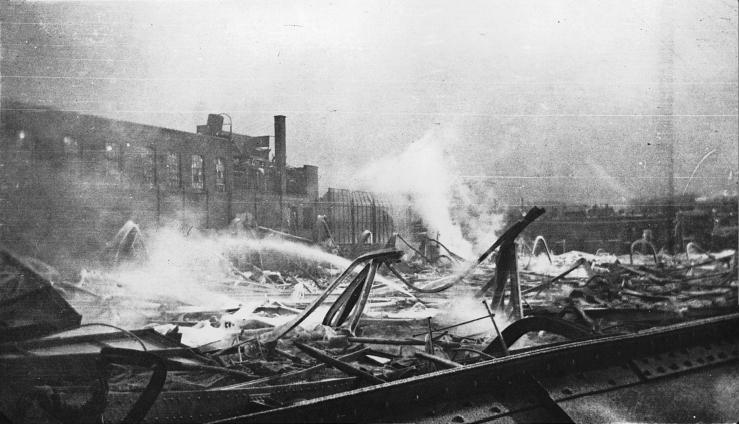
Incendie de l'aréna

L'Aréna de Montréal (en anglais Montreal Arena) connue également sous le nom d'Aréna de Westmount (Westmount Arena) est une salle qui était située à Montréal, 
dans la province de Québec, au Canada.

## Histoire
Située à l'angle de la rue Sainte-Catherine Ouest et de l'avenue Wood, l'Aréna de Montréal ouvre ses portes le 30 décembre 1898. Elle héberge l'équipe de hockey sur glace des Wanderers de Montréal dès 1903 puis les Canadiens de Montréal à partir de 1911.
En 1916, les Canadiens y remportent la Coupe Stanley.
Le 2 janvier 1918, l'aréna est détruite par un incendie, causant ainsi la disparition des Wanderers sans patinoire pour se produire. Les Canadiens quant à eux poursuivent leurs activités dans l'Aréna Jubilée.
L'aréna a également abrité de nombreux spectacles musicaux.